# Narooma
Narooma ist eine Kleinstadt im Südosten des australischen Bundesstaates New South Wales. Sie liegt an der Eurobodalla-Küste ca. 340 km südlich von Sydney und ca. 130 km südöstlich von Canberra, am Princes Highway. Der Name leitet sich von einem Wort der Aboriginessprache ab, das „klares blaues Wasser“ bedeutet. Bei der Volkszählung 2016 wurden 3.395 Einwohner gezählt.
Die Montague-Insel, ein staatliches Naturschutzgebiet, liegt bei Narooma 8 km vor der Küste. Es heißt, Captain Cook habe der Insel ihren Namen gegeben, als er entlang der Küste von New South Wales nach Norden segelte, aber das ist falsch. Er gab dem Mount Dromedary – von Narooma landeinwärts gelegen – seinen Namen, aber sein Schiff, die HMB Endeavour, war damals auf Ostkurs und passierte die Insel weit östlich. Aus dieser Position erschien die Insel als Vorgebirge, das von der Küste hervorsprang, sodass Cook es Cape Dromedary benannte, weil es unterhalb des Berges zu liegen schien. Später, 1790, gab die Besatzung eines der berüchtigten Schiffe der Zweiten Flotte an, dass dies eine Insel sei, und sie wurde Montagu (nach George Montagu Dunk, Earl of Halifax) benannt, allerdings weiß man nicht, von wem. Bass und Flinders bestätigten auf ihren Entdeckungsreisen Ende der 1790er-Jahre, dass es sich tatsächlich um eine Insel handelte.
Der geschichtsträchtige Ort Central Tilba liegt südlich davon.

## Geschichte
In der Nähe der späteren Stadt, in Punkalla – heute Teil von Bodalla –, gab es eine frühere Siedlung, wo man heute noch Nerrigundah, eine verfallene Sägemühle mit Ladekai, sehen kann. 1880 fand man in der Nähe, in Tilba, Gold und man eröffnete ein Postamt in Corunna, das man aber 1892 in Narooma umbenannte. Noch heute gibt es eine Corunna Street in Narooma.
Die Siedlung Narooma wurde 1883 zur Stadt erhoben und vermessen. 1884 bekam sie den Titel einer Hafenstadt. Eine Schule wurde 1886 eröffnet und 1889 folgte ein Postamt.
Narooma war anfangs nur von See her zu erreichen. Ab 1894 gab es ein Ruderboot als Fähre über den Wagonga Inlet, das Narooma mit Moruya verband. Eine täglich verkehrende Postkutsche von Bega nach Moruya fuhr ebenfalls durch die Stadt.
Seit Anfang des 20. Jahrhunderts galt Narooma als Ausflugsort für Touristen. Eine Austernzucht siedelte sich 1900 an. Die Uniting (früher Methodist) Church am Princes Highway stammt von 1914. Zusammen mit ihrem Pfarrhaus gilt sie als hervorragendes Beispiel für den neugotischen Baustil in Australien.
Ab 1929 wurde eine benzinbetriebene Fähre eingesetzt, die vorher in Batemans Bay fuhr. Die Straßenbrücke in Narooma war die erste größere Brücke, die das damalige Main Roads Board für den neuen Princes Highway bauen ließ. Sie entstand zwischen 1929 und 1931 und überspannt das Wagonga Inlet. Die Brücke aus Stahl und Beton besitzt drei Abschnitte. Sie ist eine von nur zwei 2002 verbleibenden Klappbrücken in New South Wales. Die andere sollte in diesem Jahr abgerissen werden. Ein Fußweg wurde 1960 an der dem Meer zugewandten Seite der Brücke angebracht.
Eine Fischkonservenfabrik wurde 1937 oder 1940 eröffnet, in der Thunfisch und Lachs verarbeitet wurden. Der Lachs, der jedes Jahr in die Bucht kam, wurde gefangen und verarbeitet. Man erzählt sich, dass bei einem der jährlichen Besuche der Lachsschwärme ein Arbeiter ein Fallentor offen ließ und so eine kleine Zahl von Fischen entwischen konnte. In den folgenden Jahren kehrten die Lachsschwärme nie mehr in die Bucht zurück und die Konservenfabrik musste geschlossen werden.

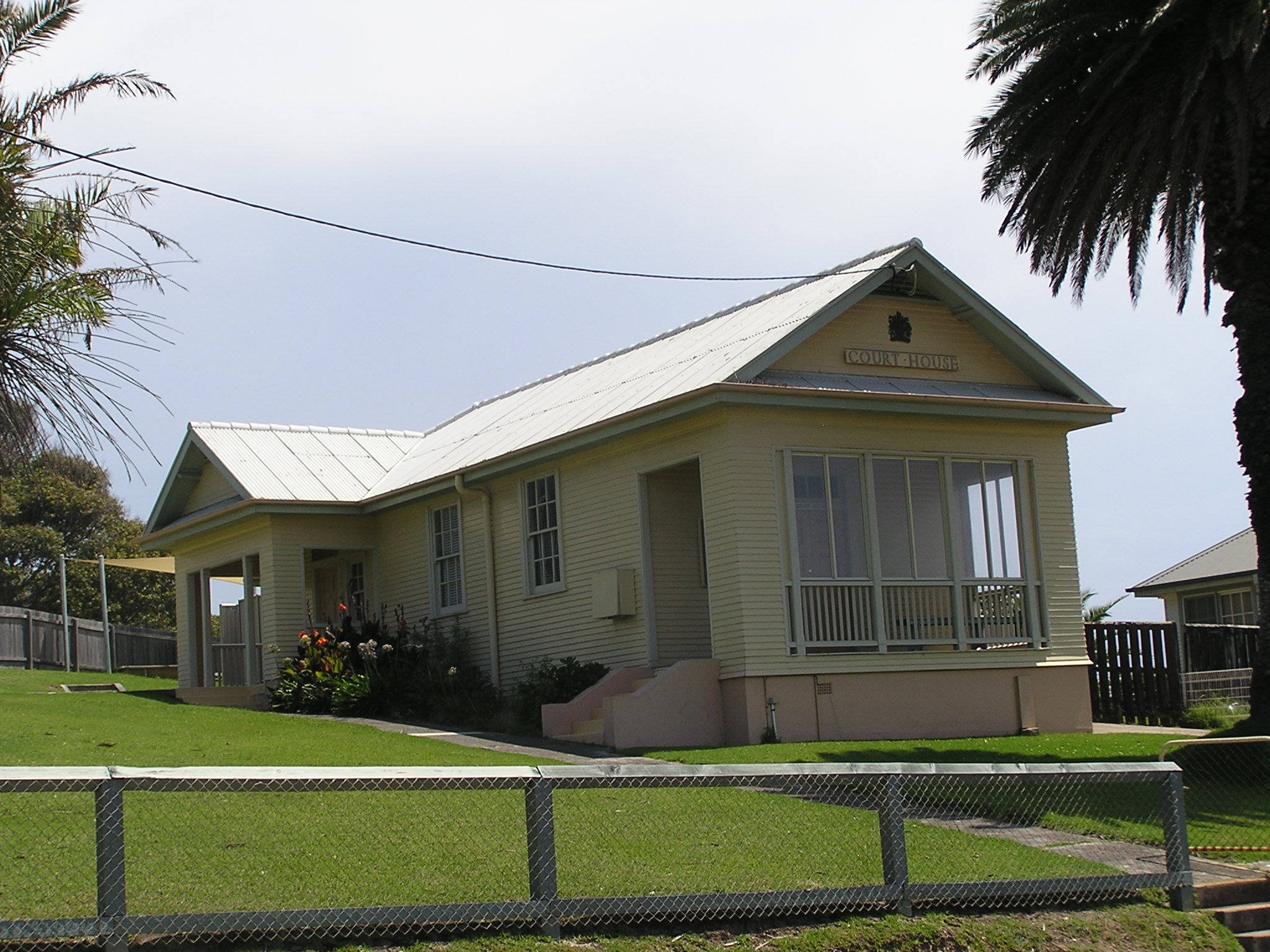
Gerichtsgebäude von Narooma
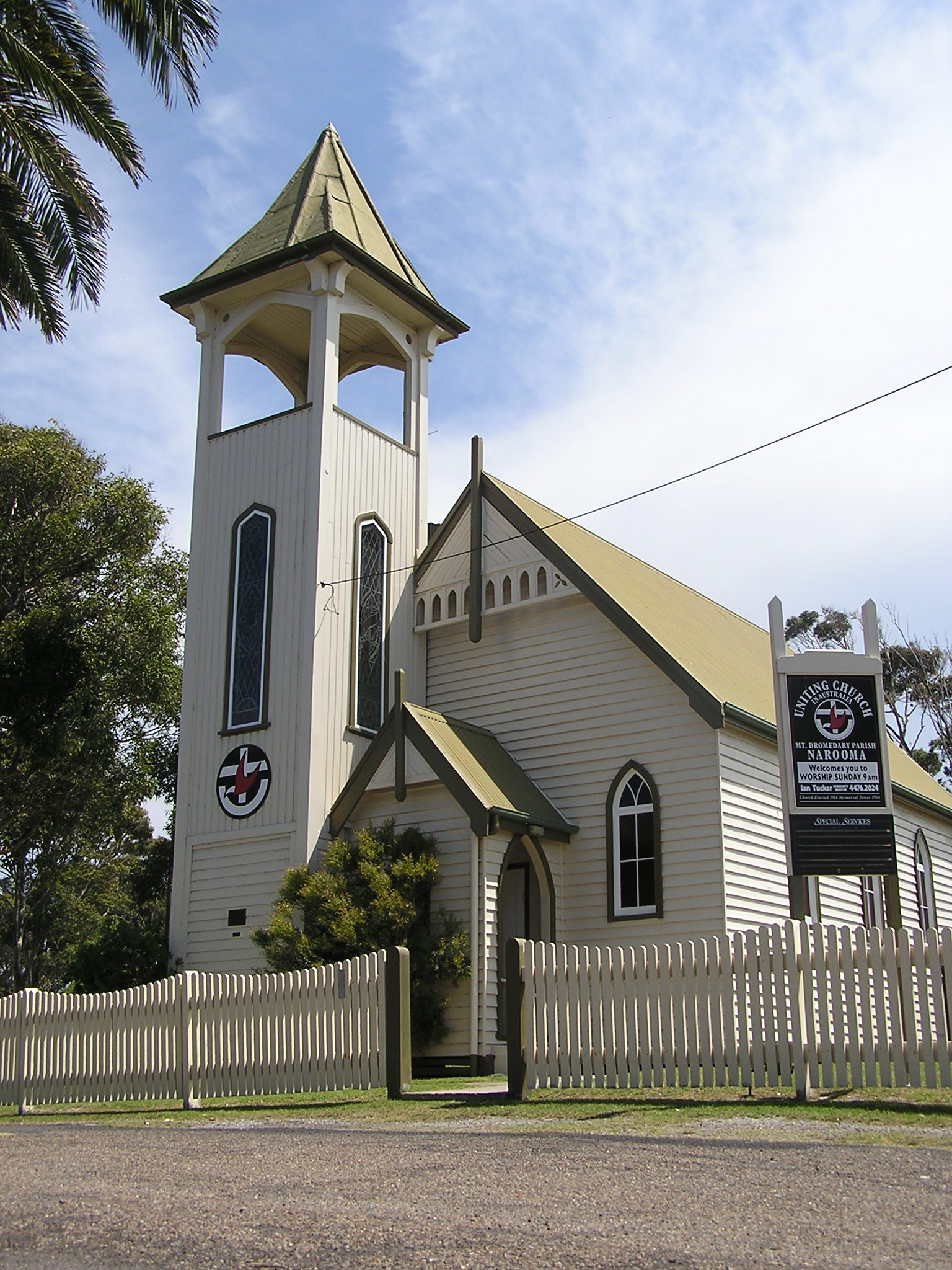
Die Uniting Church von 1914
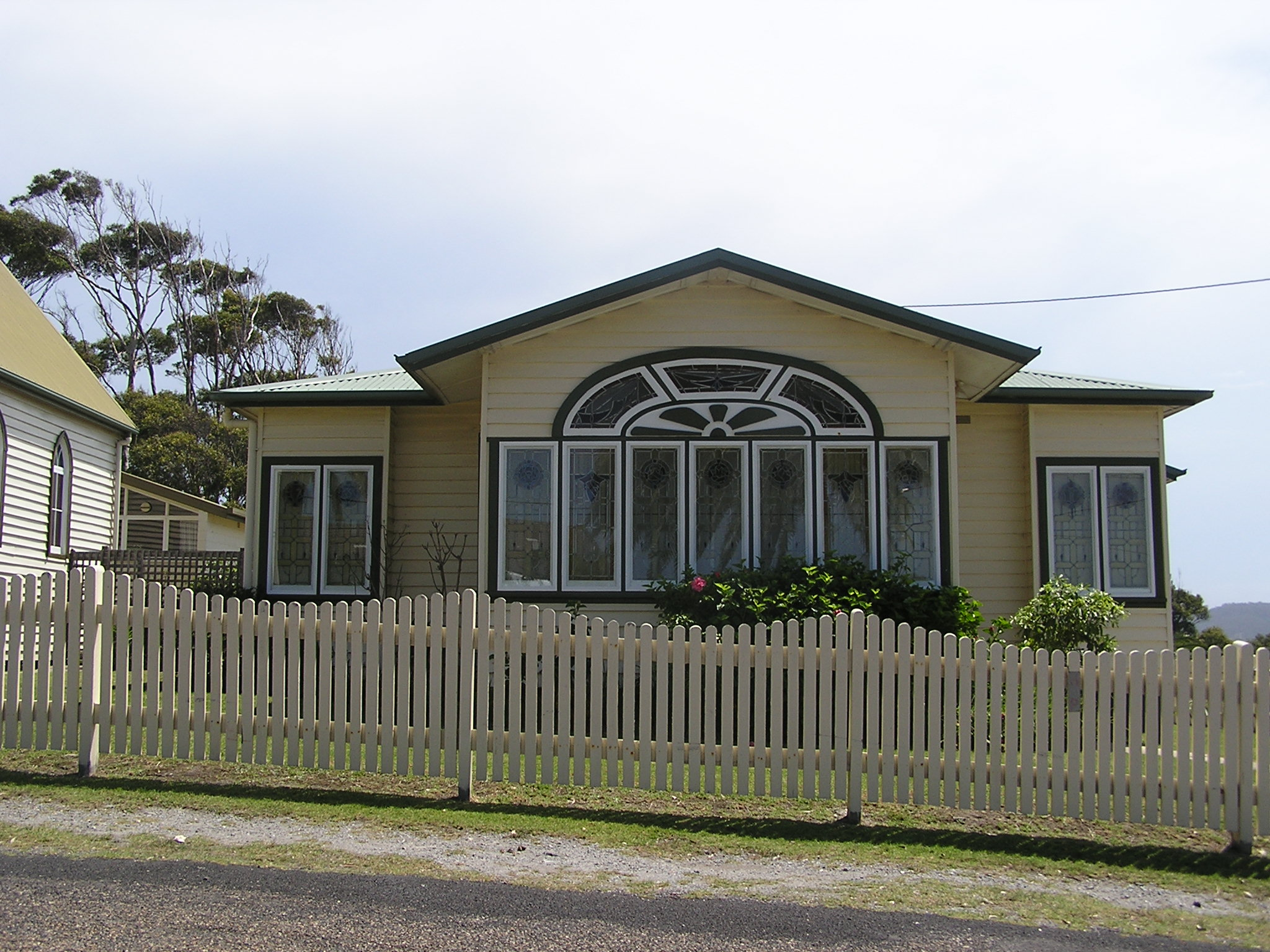
Das Pfarrhaus der Uniting Church
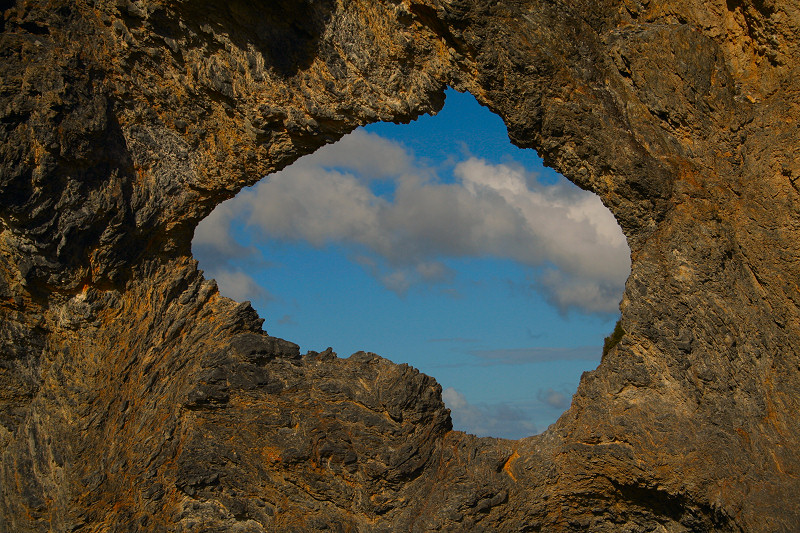
Australia Rock

## Geologie
Narooma liegt auf dem Narooma-Terran, der viele Tausend Kilometer von der australischen Küste entfernt entstand. Durch die Kontinentalverschiebung driftete er nach Westen und legte sich an den Lachlan-Faltengürtel an, der Teil Australiens wurde. Der Fels aus der Gegend um Narooma enthält auch den Narooma-Chert aus dem Kambrium und Turbidit. Man findet auch Reste eines unterseeischen Vulkans mit Kissenlava.

## Klima
|                       | Jan  | Feb  | Mär   | Apr  | Mai  | Jun  | Jul  | Aug  | Sep  | Okt  | Nov  | Dez  |   |      |
| Mittl. Tagesmax. (°C) | 23,6 | 23,6 | 22,7  | 21,1 | 18,7 | 16,7 | 16,0 | 16,8 | 18,2 | 19,3 | 20,6 | 21,9 | ⌀ | 19,9 |
| Mittl. Tagesmin. (°C) | 16,5 | 16,7 | 15,4  | 13,0 | 10,1 | 7,8  | 6,7  | 7,3  | 9,0  | 11,2 | 13,2 | 15,0 | ⌀ | 11,8 |
|                       |      |      |       |      |      |      |      |      |      |      |      |      |   |      |
| Niederschlag (mm)     | 90,2 | 93,5 | 105,1 | 79,4 | 78,4 | 87,1 | 50,1 | 50,5 | 60,0 | 71,2 | 73,0 | 73,5 | Σ | 912  |

| 16,5 |

| 16,7 |

| 15,4 |

| 13,0 |

| 10,1 |

| 7,8 |

| 6,7 |

| 7,3 |

| 9,0 |

| 11,2 |

| 13,2 |

| 15,0 |

| 16,5 |

| 16,7 |

| 15,4 |

| 13,0 |

| 10,1 |

| 7,8 |

| 6,7 |

| 7,3 |

| 9,0 |

| 11,2 |

| 13,2 |

| 15,0 |

## Sehenswürdigkeiten und Unternehmungen
Empfehlenswert ist eine geführte Tour von Narooma auf und um die Montague-Insel.
Der Mount Gulaga, der – von Captain Cook wegen seiner Ähnlichkeit mit einem Dromedar Mount Dormedary genannt – kann von der Siedlung Tilba aus bestiegen werden. Es gibt acht Arten von Feuchtwäldern an den Hängen dieses Berges, ebenso wie Felsen von großer Bedeutung für die einheimischen Aborigines. Der Ausblick vom Berggipfel ist durch die Vegetation beschränkt.
Strände in der Gegend sind der Dalmeny Beach, der Narooma Beach, der Bar Beach (mit Flachwasser) und der Yabarra Beach.
Australia Rock findet sich an der Barriere der Bucht zur offenen See. Die Umrisse Australiens auf dem Felsen haben sich zufällig ergeben und entstanden vor vielen Jahren, als ein Schiff bei rauer See mit Ketten an dem Felsen vertäut wurde, um zu verhindern, dass es abgetrieben wurde.
Der Narooma Golf Course wurde 1930 eröffnet und gilt als einer von Australiens 50 schönsten öffentlich zugänglichen Golfplätzen und als einer von Australiens 25 schönsten clubeigenen Golfplätzen. Der Golfplatz wird als spektakulär und anspruchsvoll beschrieben. Man kann von dort die Montague-Insel im Osten und die Glass House Rocks im Süden sehen.
Das Great Southern Blues and Rockabilly Festival wurde jährlich am langen Wochenende im Oktober abgehalten, bis es 2010 nach Batemans Bay verlegt wurde.

## Galeriebilder

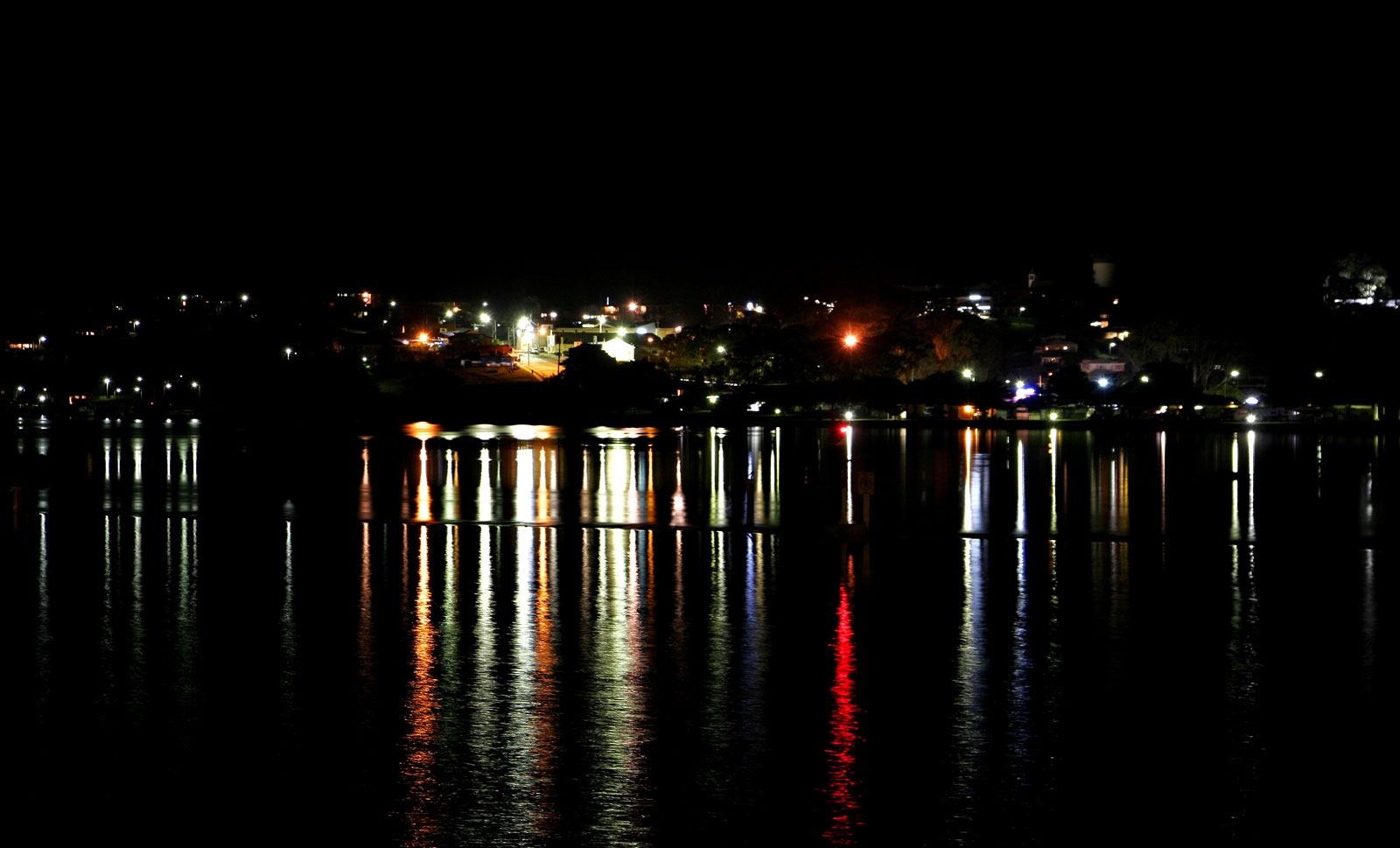
Narooma bei Nacht. Blick über das Wagonga Inlet.
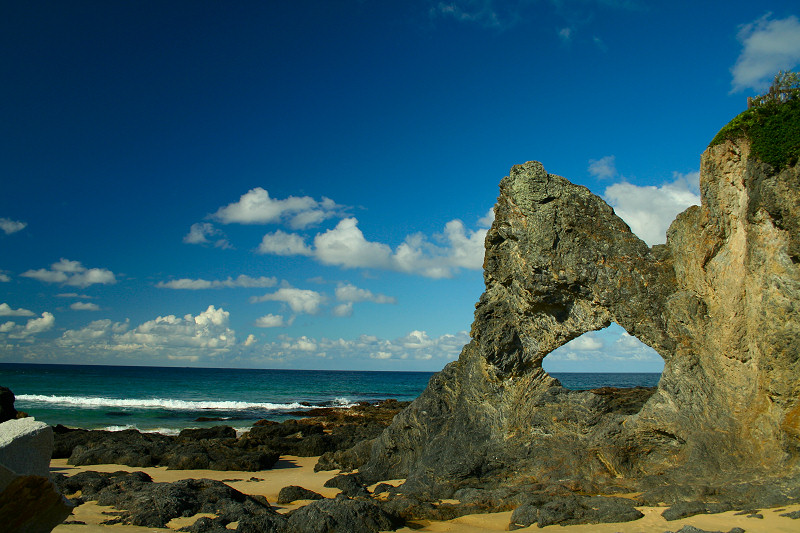
Der Australia Rock schaut aufs Meer hinaus
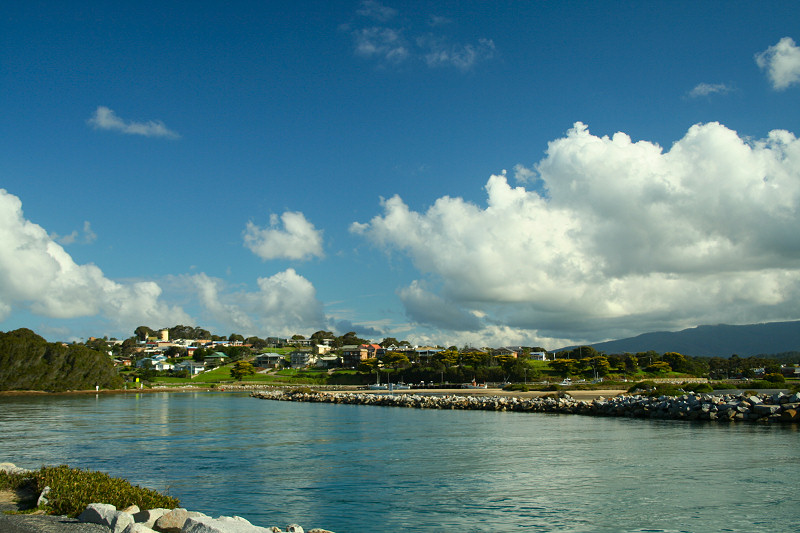
Die Stadt Narooma vom Australia Rock aus